# Fusion Records
Fusion Records este o casă de discuri Olandeză, parte din Freaky Records, care obișnuia să lanseze discuri Hard Trance dar care acum lansează doar hardstyle din Olanda.

## Istorie
Fusion Records a fost fondată de Zany, un producător de muzică hardstyle.

## Artiști notabili
- DJ Zany
- Noisecontrollers
- DJ Pavo
- DJ Duro
- Southstylers
- B-Front
- The Pitcher
- Dozer
- MC Dv8